# Neureichenau (Bavorsko)
Neureichenau (do roku 1951 Schimmelbach, též Nový Rychnov) je obec v německé spolkové zemi Bavorsko, v zemském okrese Freyung-Grafenau ve vládním obvodu Dolní Bavorsko. Nachází se na hraničním trojúhelníku Německo – Rakousko – Česko na úpatí Třístoličníku, 15 km východně od Waldkirchenu, 20 km jihovýchodně od Freyungu, 26 km od Philippsreutu a 7 km od rakouských hranic.

## Místní části
- Altreichenau
- Bernau
- Binderbruck
- Branntweinhäuser
- Dreisesselhaus
- Duschlberg
- Fischergrün
- Gänswies
- Gern
- Gsenget
- Hinterfreundorf
- Kernberg
- Klafferstraß
- Kleingsenget
- Lackenhäuser
- Lackerau
- Langbruck
- Loiblau
- Neureichenau
- Pleckenstein
- Pleckenstein
- Riedelsbach
- Röhrndlberg
- Schimmelbach
- Spillerhäuser
- Spitzenberg
- Stubenberg

## Historie
Neureichenau (dříve Unterreichenau) patřil k té části starého pasovského biskupství, kterou knížecí biskup Leopold Ernst von Firmian získal v roce 1765 od hornorakouského panství Rannariedl se sedmi vesnicemi. V roce 1806 se dnešní území obce poté, co předtím v letech 1803 až 1806 patřilo k Salcburskému velkovévodství, stalo součástí Bavorska.